# Cass Elliot
Cass Elliot, geboren als Ellen Naomi Cohen (Baltimore (Maryland), 19 september 1941 – Londen, 29 juli 1974) was een Amerikaans popzangeres en actrice.
"Mama" Cass was een prominent lid van The Mamas and the Papas, een succesvolle vierpersoons folk- en popformatie die in de tweede helft van de jaren zestig hits scoorde. 

## Levensloop

### Vroege carrière
Ze groeide op in Washington D.C.. Tijdens haar middelbareschooltijd kwam ze serieus in aanraking met muziek toen ze in de schoolmusical The Boyfriend een rol als Franse verpleegster speelde. Hierna stond haar besluit vast: ze wilde het toneel op. Druk van haar ouders om toch een universitaire graad te halen was tot dovemansoren gericht.
Ze vertrok naar New York en deed audities bij theatergezelschappen. In die tijd had ze haar naam al veranderd in Cass Elliot. Cass was de koosnaam die haar vader haar gaf (naar de Trojaanse prinses Cassandra, die net zoals de jonge Ellen Naomi roodharig was) en Elliot was de naam van een overleden vriend die ze op deze wijze wilde gedenken.
Ze speelde in diverse stukken en ging zelfs de competitie aan met Barbra Streisand om een hoofdrol. Vrijwel gelijktijdig met haar stap op het toneel begon haar zangcarrière. Samen met Tim Rose en John Brown formeerde ze in 1963 een folkgroep genaamd Triumvirate, later omgedoopt tot Big Three, toen James Hendricks de plaats had ingenomen van John Brown. Elliot trouwde in 1963 met Hendricks. Dit huwelijk duurde tot 1968. In april 1967 werd Cass' dochter Owen Vanessa geboren.
Hoewel ze enig succes hadden in de vorm van optredens in landelijke televisieprogramma's als The Tonight Show, Hootenanny en The Danny Kaye Show viel Big Three al in de loop van 1964 uit elkaar.
In 1964 ontstond het kwartet Cass Elliot and The Big Three, waarvan onder anderen de Canadezen Denny Doherty en Zal Yanovsky deel uitmaakten. Al snel werd deze groep,die opereerde vanuit een nachtclub in Washington, herdoopt tot The Mugwumps. Ze brachten een single uit bij Warner Music, maar tegen het eind van het jaar viel ook deze groep uit elkaar. Elliot begon vervolgens aan een solocarrière in Washington, D.C.

### The Mamas and the Papas
Denny Doherty had zich aangesloten bij John en Michelle Phillips en het trio trad op onder de naam The New Journeymen. Ze vertrokken naar de Maagdeneilanden waar Cass zich al snel bij hen voegde. De groep The Mamas and the Papas was geboren. Ze scoorden een aantal grote hits in de Billboard Hot 100 en ook in Europa met onder meer Monday, Monday, California Dreamin', I Saw Her Again, Dedicated to the One I Love en Twelve Thirty.
De betekenis van Mama Cass in de groep was groot. Haar krachtige stem combineerde sterk met de wat dunne sopraan van Michelle Phillips. Minstens zo belangrijk was haar uitstraling op het publiek, dat zich gemakkelijk kon identificeren met deze rijzige doorsnee vrouw. In 1968 kwam het eind voor de groep.

### Solocarrière

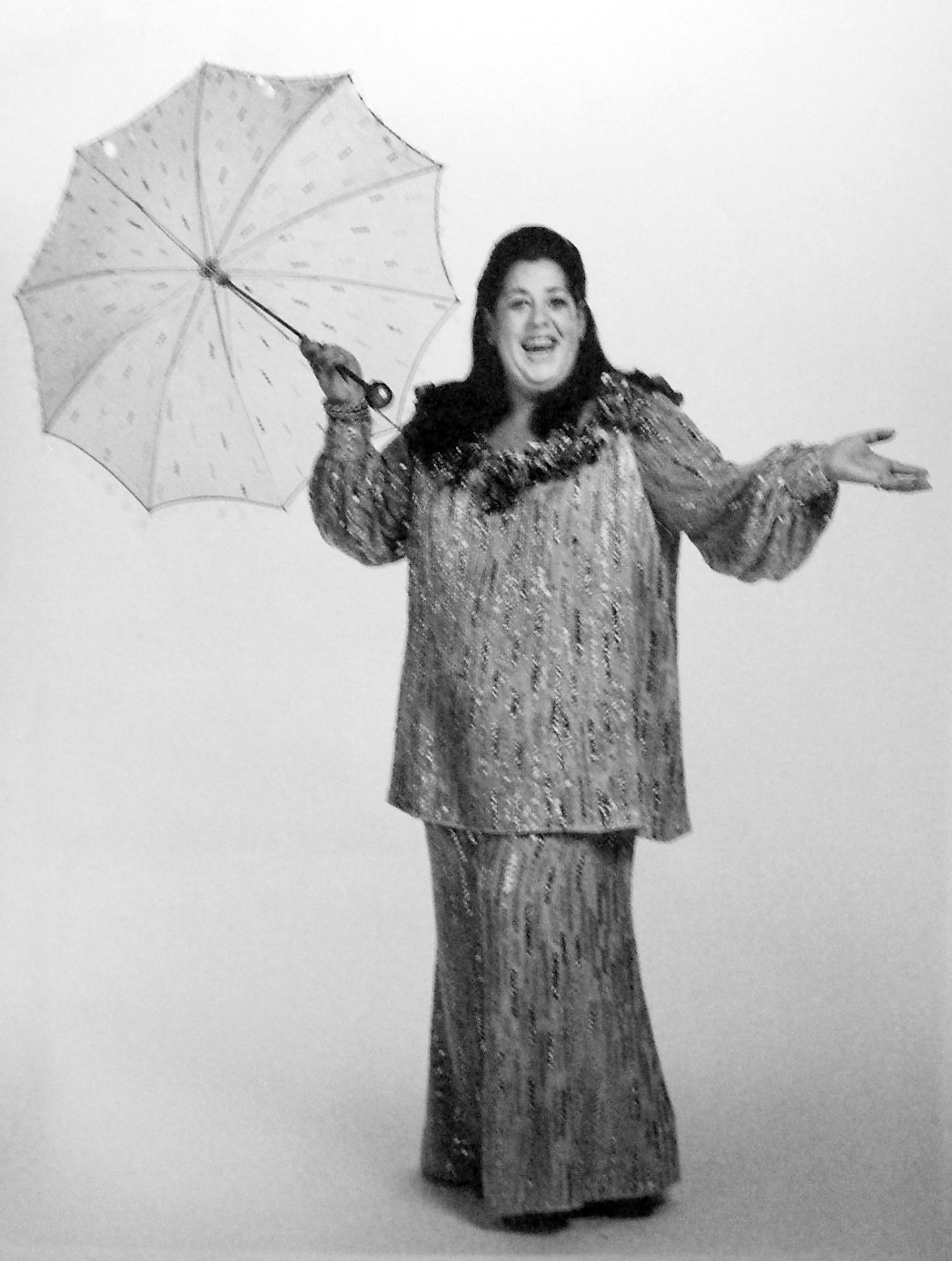
Tv-show Don't Call Me Mama Anymore, 1973

Elliot hervatte haar solocarrière en scoorde ogenblikkelijk een grote hit met Dream a Little Dream of Me. Ze kreeg een goed contract in Las Vegas, maar moest na haar eerste optreden van het podium worden gedragen. Haar overgewicht begon zijn tol te eisen. Ze volgde allerlei diëten ("Ik weet bij alles wat op tafel komt precies hoeveel calorieën erin zitten"), maar haar strijd was vergeefs.
Van 1969 tot 1973 was Cass Elliot een graag geziene gast in diverse grote Amerikaanse televisieshows. In 1972 deed ze  met John Denver een duet Leaving on a Jet Plane, dat ook werd uitgezonden. In 1969 had ze een grote hit met het nummer It's Getting Better en in 1970 bracht ze Make Your Own Kind of Music en New World Coming. In 1970 speelde Elliot een rol in de filmversie van Pufnstuf en nam ze een album op met rockster Dave Mason. In 1971 was ze enkele maanden getrouwd met de journalist Donald von Wiedenman, erfgenaam van een baron. In dat jaar werden The Mamas and the Papas tijdelijk herenigd voor een laatste album People Like Us, dat alleen tot stand kwam om contractuele redenen.

### Overlijden
In 1974, na een aantal succesvolle optredens in de London Palladium, begaf het hart van Cass Elliot het. Ze werd 32 jaar oud.
Volgens de media was zij gestikt in een boterham, maar volgens andere geruchten zou ze gestorven zijn aan een overdosis drugs. De autopsie wees echter uit dat ze was gestorven aan een hartaanval. Er werd geen voedsel in haar luchtpijp gevonden en er werden evenmin sporen van drugs in haar bloed aangetroffen.
Elliot werd gecremeerd op de Hollywood Forever Cemetery. Haar as werd begraven op de Mount Sinai Memorial Park Cemetery in Los Angeles.

## Onderscheidingen
In 1998 werden Cass Elliot en de andere leden van The Mamas and the Papas opgenomen in de Rock and Roll Hall of Fame. Haar dochter nam de bijbehorende onderscheiding in ontvangst.
In 2022 kreeg Elliot een ster op de Hollywood Walk of Fame.

## NPO Radio 2 Top 2000
| Nummer met noteringen in de NPO Radio 2 Top 2000 | '99  | '00  | '01  | '02  | '03  | '04  | '05  | '06  | '07  | '08  | '09  | '10  | '11  | '12  | '13  | '14  |
| ------------------------------------------------ | ---- | ---- | ---- | ---- | ---- | ---- | ---- | ---- | ---- | ---- | ---- | ---- | ---- | ---- | ---- | ---- |
| Dream a Little Dream of Me                       | 1103 | 1597 | 1476 | 1647 | 1756 | 1455 | 1626 | 1570 | 1528 | 1558 | 1758 | 1738 | 1742 | 1914 | 1769 | 1868 |

1. ↑  Een vetgedrukt getal geeft de hoogste notering aan.
2. ↑  Deze tabel is bijgewerkt tot en met de laatste editie (2024).